# ルテナント・リチャーズ
ルテナント・リチャーズ（Lieutenant Richards、名前は不明、生年没年不明。1718年前後に活動）は、カリブ海やカロライナ沖で活動した海賊。黒髭ことエドワード・ティーチの部下として共に航海したことでよく知られている。
なお、ルテナント（Lieutenant）は、副官や（海軍の）大尉を意味し、通称であって名前ではない（ウィリアム・キッドをキャプテン・キッド（キッド船長）と呼ぶのと同じ）。正しい名前は不明だが、スティード・ボネットの裁判記録からトーマスとされることがある。

## 名前について
リチャーズの名前は不明である。
スティード・ボネットの裁判記録には、被害にあった2人の船長の供述があり、それによれば、海賊であることを隠してリチャーズがボートで船に接近してきた時に、名前を聞かれてトーマス・リチャーズと名乗っていたという。トーマスは、彼の実名の可能性もあるし、その場で使った偽名の可能性もあるし、あるいはティーチの別の部下であった人物を指しているかもしれない。公式文書では「リチャーズ」とだけ記されている。

## 経歴

### 黒髭の腹心として
リチャーズは黒髭ことエドワード・ティーチの部下であり、ベンジャミン・ホーニゴールドとも一緒に航海していた。1717年初頭、ティーチらはカロライナ近くで大砲10門を搭載した60トン級のスループ船リベンジ号を指揮する海賊スティード・ボネットと出会った。ボネットはバルバドス出身の裕福な地主で、海賊はおろか船乗りとしても素人であった。ティーチの提案（及びボネットに不満があった彼の部下たちの要請）で、リベンジ号はティーチの指揮下に入り、ボネットは彼の客分としてティーチの船に乗船することとなった。その後、200トン級のコンコルド号を拿捕したティーチは、これをアン女王の復讐号に改名して旗艦とし、ボネットのリベンジ号の指揮をリチャーズに任せた。
ティーチの船隊がベリーズの東にあるターネフ島で補給を行っていたところ、デビッド・ヘリオット船長率いる大砲8門を装備した80トン級のジャマイカの丸太運搬船アドベンチャー号に遭遇した。リチャーズは海賊旗を掲げて出撃し、アドベンチャー号を拿捕した。ヘリオットは海賊団に加わり、ティーチは手下のイスラエル・ハンズにアドベンチャー号の指揮を任せた。
ホンジュラス湾近くでいくつかのスループ船とプロテスタント・シーザー号と言う名の大きな船を拿捕した。リチャーズ率いるリベンジ号は売買目的でスループ船の1隻を保持した。また、ティーチはボストン出身であるという理由で、1隻のスループ船とプロテスタント・シーザー号を焼き討ちするように命令した。これは、ボストンで何人かの海賊が絞首刑に処されたことを恨んでのことだという。その後、彼らはグランドケイマン諸島、ハバナ沖、バハマ諸島付近で海賊活動を行い、最終的にチャールズタウン（現在のチャールストン）に向かった。
1718年5月、彼らはさらに数隻の船を襲撃し、船と乗船者たちを捕虜にした。ティーチはリチャーズと他何名かの海賊を町に送り、薬を寄越さなければ人質を殺し、拿捕した船は焼き討ちすると最後通牒を突きつけた。リチャーズと仲間たちは、町が要求を検討している間、酒を飲んで過ごしていた。最終的に町議会はティーチの要求を飲んで彼らに薬を送り、ティーチは約束通り、拿捕した船と人質を解放した。チャールズタウンを後にしたティーチたちであったが、リチャーズはボストン所属の船を焼き討ちするのに失敗したことでティーチに叱責された。
ティーチは船団を北上させたが、トップセール島にてアン女王の復讐号とスループ船1隻が難破した。ティーチは貴重品と少ない部下を連れてヘリオットのアドベンチャー号でその場を後にし、残された部下たちはその場に留め置かれてしまった。間もなく恩赦を得たボネットが戻ってくると、自分のスループ船リベンジ号を奪還し、置き去りにされた船員たちを救出してティーチを追撃しようとしたが、結局、他の船を略奪することにした。

### 不明な後半生
その後のリチャーズについての記録はない。
ティーチやチャールズ・ヴェインらによる海賊の襲撃に疲弊していたチャールズタウンの商人たちは、ウィリアム・レットに指揮権を与え、海賊ハンターとして2隻の武装船を用意した。1918年9月、レットはヴェインを逃したが、ボネットを発見して彼と戦い、彼を生きたまま捕縛することに成功した。ボネットの裁判記録には、この時にレットが生きたまま捕らえた海賊全員が記載されていたが、この中にはリチャーズは含まれていなかった。また、11月にはティーチが、ノースカロライナのオクラコークにてロバート・メイナード大尉率いる海軍に討伐され、その部下たちの多くが捕縛されたが、この中にもリチャーズはいなかった。